# Boulevard (David Riondino)
Boulevard è un album di David Riondino pubblicato nel 1980.

## Tracce

### Lato A
1. Gli anni passano
2. Valzer verde
3. Niente da segnalare
4. Buona fortuna

### Lato B
1. Jean Paul Sartre e Simone de Beauvoir
2. La paura sarà
3. Ci ho un rapporto
4. Tropicalità

## Formazione
- David Riondino – voce
- Claudio Bazzari – chitarra acustica
- Dado Parisini – pianoforte
- Shel Shapiro – basso, pianoforte, battito di mani
- Ranieri Cerelli – chitarra acustica, battito di mani
- Derek Wilson – batteria, battito di mani
- Piero Montanari – basso
- Luciano Ciccaglioni – chitarra acustica, mandolino
- Baba Yaga, Fratelli Balestra – cori